# سایم (برزیل)
سایم (به پرتغالی: Caém) یک منطقهٔ مسکونی در برزیل است که در باهیا واقع شده‌است. سایم ۹٬۰۵۸ نفر جمعیت دارد.